# Yu Delu
Yu Delu (chiń. 于德陆; ur. 11 października 1987) – zawodowy snookerzysta chiński.

## Kariera
Zadebiutował w 2006 roku w turnieju China Open. Wygrał rundę dzikich kart pokonując Andrew Normana, jednak przegrał w pierwszej rundzie z Graeme Dottem. W późniejszych latach został obdarzany dzikimi kartami w turniejach Shanghai Masters 2007, 2008 i 2009, a także w China Open.
Do grona profesjonalistów dołączył w 2011 roku z dziką kartą.
27 marca 2014 udało mu się pokonać Ronniego O’Sullivana 4:3 w drugiej rundzie turnieju rankingowego PTC Finals.
1 grudnia 2018 Yu został zawieszony w prawach zawodnika na 10 lat i 9 miesięcy (liczone od 25 maja 2018) za ustawienie pięciu różnych meczów w latach 2015–2017, zamiar ustawienia kilku innych spotkań oraz obstawianie meczów. Jest to drugie najdłuższe zawieszenie w historii snookera po Stephenie Lee.